# Grigoris (Katholikos)
Grigoris oder Krikoris, deutsch Gregor (* ca. 302; † 343 in Thordan) aus der Familie der Gregoriden, war etwa von 327 bis 343 n. Chr. Katholikos (Patriarch) von Albania (Aghwank) im Kaukasus und von Iberien. Er starb als Märtyrer, wird daher als Heiliger verehrt.

## Herkunft
Grigoris entstammte der Familie der Gregoriden - der Nachkommen von Gregor dem Erleuchter, dem ersten Katholikos (Patriarchen) der Armenischen Apostolischen Kirche – die aus dem parthischen Haus der Suren-Pahlav stammt, das seinerseits eine entfernte Nebenlinie der Arsakiden war, die als Großkönige Persien und von 54 bis 428 n. Chr. als Könige Armenien regierten.
Nach den armenischen Geschichtsschreibern Moses von Choren und Moïse Kaghankatvatsi war Grigoris der ältere Sohn von Vartanes I., der von etwa 333 bis 341 n. Chr. Katholikos der Armenischen Apostolischen Kirche war.
Seine Mutter war eine Frau unbekannter Herkunft, mit der sein Vater in seinen jüngeren Jahren verheiratet war. Sein Bruder war Husik I., der auf seinen Vater 342 bis 347 als Katholikos der Armenischen Apostolischen Kirche folgte.
Sein Großvater war Gregor der Erleuchter, der erste Katholikos der Armenischen Apostolischen Kirche (301/(315)- 325).

## Biografie

### Katholikos (Patriarch)

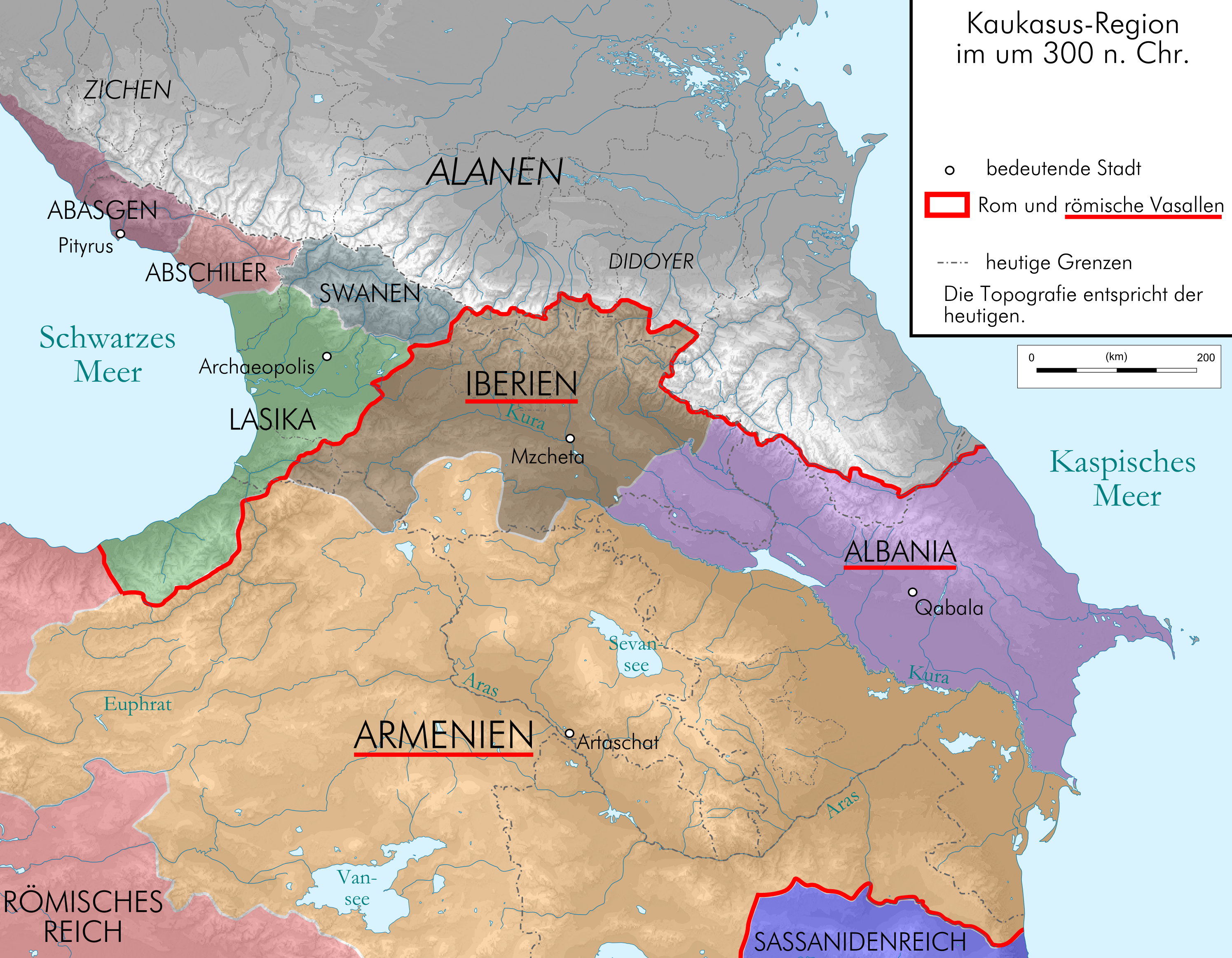
Iberien um 300 n. Chr.

Grigoris wuchs in einer Familie auf, die das Amt des Katholikos (Patriarchen) von Großarmenien praktisch erblich gemacht hatte, war daher ebenfalls für eine geistliche Laufbahn ausersehen.
Es ist nicht bekannt, wo er aufwuchs, bzw. wo er seine Ausbildung erhielt, es ist jedoch wahrscheinlich, dass er dem Beispiel seines Vaters und seines Bruders folgte und dies in Caesarea in Kappadokien (heute Kayseri in Zentralanatolien in der Türkei) erfolgte, wo sich damals ein berühmtes Zentrum religiöser Gelehrsamkeit befand.
Die christliche Religion hatte sich durch die erfolgreichen Bemühungen der Patriarchen seiner Familie während der Herrschaft von König Chosroes II. dem Kleinen (ca. 330 – 338) in Armenien so weit stabilisiert, dass man daran denken konnte, auch benachbarte Länder zu missionieren.
Nach Moses von Choren und Faustus von Byzanz wurde Grigoris als Sohn des Katholikos Vartanes I. der Armenischen Apostolischen Kirche, dazu ausersehen, den christlichen Glauben in den im Kaukasus gelegenen Königreichen Iberien und Albania (Aghwank) zu verbreiten.
Grigoris wurde deswegen – im jugendlichen Alter von nur 15 Jahren – im Kloster Amaras (nahe dem Dorf Soss in der heutigen Region Martuni der Republik Bergkarabach) zum Katholikos von Albania im Kaukasus – das heute etwa dem Territorium der Republik Aserbaidschan und dem südlichen Teil von Dagestan entspricht – und von Iberien (historischer georgischer Staat im Kaukasus) erhoben und von seinem eigenen Bruder, Husik I., dem Katholikos der Armenischen Apostolischen Kirche, geweiht.
Der armenische Historiker Moses von Choren rechtfertigt die frühzeitige Betrauung mit diesem wichtigen Amt mit dem Hinweis auf König Salomon, der schon als Zwölfjähriger die Herrschaft angetreten hätte.
Nach längerer Missionstätigkeit durch entsandte Priester begab sich schließlich Gregor selbst auf eine Reise um im Süden von Albania zu missionieren. Auf dem Weg dorthin kam er in die historische armenische Provinz Artsakh (armenisch Արցախ, entspricht etwa dem heutigen Gebiet von Bergkarabach) die damals ein Sprungbrett für die armenische Kirche war, um benachbarte Gebiete zu missionieren. Diese Provinz fiel 387 an das Königreich Albania. Er zog weiter nach Paytakaran (östlichste Provinz von Großarmenien) und schlug sein Lager beim Zusammenfluss des Aras (Araxes) mit dem Fluss Kura auf.

### Märtyrer
Kurze Zeit später wurde Grigoris jedoch dort, in der Ebene von Vatnik (Vatnean) nahe dem Kaspischen Meeres von Männern des Fürsten Sanatruk (Sanesan) von Paytakaran aufgegriffen und getötet. Dies, obwohl Sanatruk wie die Könige von Armenien – und auch Grigoris selbst – dem Geschlecht der Arsakiden angehörte. Entscheidend war aber wohl der Umstand, dass Sanatruk nicht bereit war, die heidnische Religion seiner Väter aufzugeben und er nicht zuzulassen wollte, dass sein Herrschaftsbereich religiös unter den Einfluss der armenischen Kirche und politisch zu sehr unter die Kontrolle der armenischen Könige gerät.
Bei der Ermordung von Grigoris im Jahr 343 wurden auch zwei seiner Söhne – Daniel und Eghia, die Schüler ihres Vaters waren und ihn auf der Missionsreise begleitet hatten – getötet.
Wie Faustus von Byzanz berichtet, unternahm Sanatruk (Sanesan) in der Folge mit Hilfe alanischer Hilfstruppen und von Nomadentruppen aus der russischen Steppe einen Angriff auf das Königreich Armenien, wodurch König Chosrow II. und der armenische Patriarch Vartanes I. – der Vater Grigoris – gezwungen waren, in die Festung Tarionq im Bezirk Kogovit der historischen Provinz Ayrarat (heute geteilt zwischen Armenien und der Türkei) zu fliehen, wo sich die Hauptstadt des Königreiches, Dvin und die Residenz des armenischen Patriarchen, Etschmiadsin befanden.

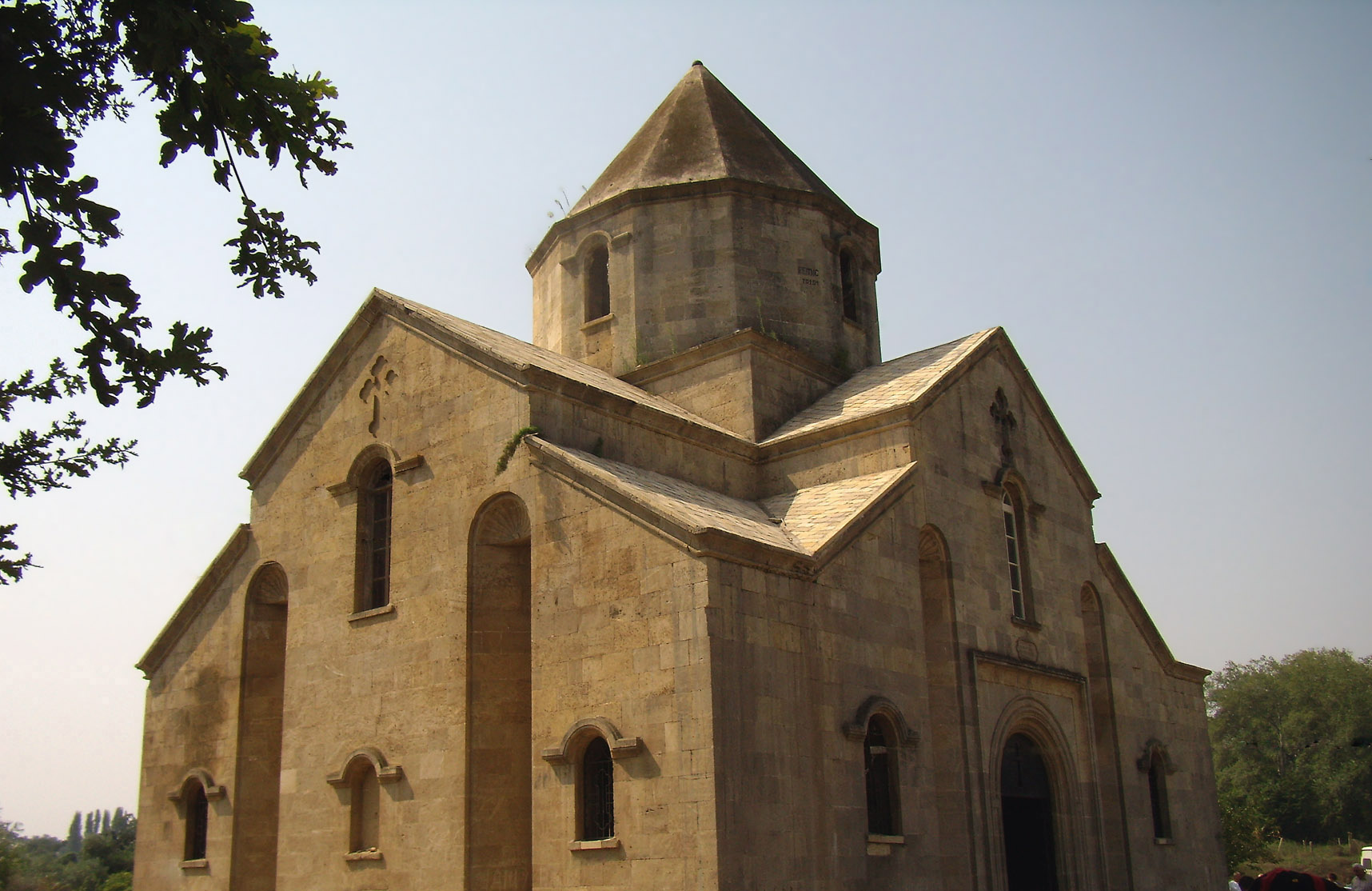
Kirche St. Grigoris am Ort seines Martyriums.

Ein armenisches Heer, das unter dem Kommando von Vatche Mamikonjan stand und von anderen Fürsten, wie Bagrat Bagratuni aus dem Haus der Bagratiden, Vahan Amatouni, Mehoudak Rechtouni und Garegin Rechtouni, unterstützt wurde, konnte die Angreifer vor Etschmiadsin zurückwerfen und in einer zweiten Schlacht vor Ochakan im Bezirk Aragatzotn besiegen, wobei Sanatruk getötet wurde.
Nach Moses von Choren riefen die Armenier gegen Sanatruk das Römische Reich zu Hilfe, dessen General, Antiochos, Sanatruk zwang, zu Schapur II., dem Großkönig des Persischen Reiches aus dem Haus der Sassaniden, zu fliehen.
Somit führte die Ermordung Grigoris politisch zu einer engeren Verbindung zwischen dem Römischen Reich und dem Königreich Großarmenien, die sich auch aus der Übereinstimmung der Religion erklärt, da die Römer seit der Bekehrung von Konstantin dem Großen zum Christentum Armenien unterstützten, während das Perserreich der Sassaniden bemüht war, den Widerstand der noch vorhandenen heidnischen Bevölkerungskreise gegen die Christianisierung aufrechtzuerhalten.

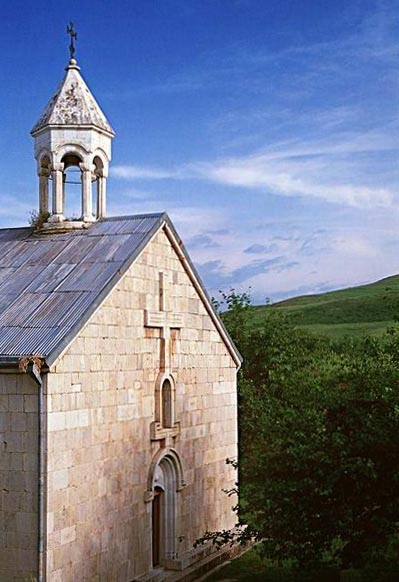
Kloster Amaras Kirche St. Grigoris

### Grabmal
Über den Verbleib der sterblichen Überreste Grigoris gibt es verschiedene Überlieferungen. Nach einer wurden sie von syrischen Mönchen in das Dorf Haku gebracht. Nach einer anderen Überlieferung, die Moses von Choren berichtet, wurden sie von seinen Diakonen nach „Klein-Sjunik“ gebracht und im Dorf Amaras (in der modernen Region Martuni in der Republik Bergkarabach) beigesetzt. Dies bestätigt auch Faustus von Byzanz, der berichtet, dass Grigoris in der von seinem Großvater Gregor dem Erleuchter im Jahre 310 errichteten Kirche in Amaras (heute de facto Dorf in der Provinz Hadrut in der Republik Bergkarabach, de jure Teil der Provinz Khojavend von Aserbaidschan) begraben wurde, die Teil des Klosters Amaras ist, das zu den ältesten christlichen Denkmälern der Welt zählt.
Das Grabmal, das für ihn errichtet wurde, besteht noch heute und befindet sich unter der Apsis der im 19. Jahrhundert erneuerten Kirche St. Grigoris, die dem Katholikos Grigoris als Märtyrer und Heiligem gewidmet ist.
Grigoris wurde zunächst am östlichen Ende der heute verschwundenen ursprünglichen Kirche St. Gregor aus dem vierten Jahrhundert begraben. Im Jahre 489 ließ Vachgan (Watschagan) III. der Fromme, König von Albania (Aghvank), das inzwischen dort entstandene Kloster renovieren und eine neue Kapelle für die Reliquien des heiligen Grigoris erbauen, wobei in späteren Jahrhunderten über dieser Kapelle die Kirche neu errichtet wurde.
Die tonnengewölbte Krypta befindet sich unter dem Altar der Kirche, ist 3,75 m lang, 3,5 m hoch und 1,9 m breit. Die vorhandenen Skulpturen deuten auf eine Entstehungszeit im 5. Jahrhundert hin.
Nach dem Tod von Grigoris kam es zwar vorübergehend zu einem Wiederaufleben des Heidentums in Albanien und Iberien, doch wurde die christliche Mission im Kaukasus deswegen keineswegs aufgegeben. Die Nachfolger des Katholikos Grigoris, die armenischen Bischöfe von Albania, residierten in Bardav (Perav, Berdaa) südöstlich von Gandja (heute die zweitgrößte Stadt von Aserbaidschan).

## Ehe und Kinder
In jüngeren Jahren war Grigoris mit einer Frau unbekannter Herkunft verheiratet und
hatte mit ihr zumindest zwei Söhne.
Söhne:
- Daniel († jung)
- Eghia († jung)